# Runcinia spinulosa
Runcinia spinulosa är en spindelart som först beskrevs av Octavius Pickard-Cambridge 1885.
Runcinia spinulosa ingår i släktet Runcinia och familjen krabbspindlar. Inga underarter finns listade i Catalogue of Life.